# Iulian Vesper
Iulian Vesper (n. Teodor Grosu, 1908, Horodnic de Sus, județul Suceava – d. 1986, București) a fost un poet, eseist, traducător și autor de romane din Bucovina, membru titular al Uniunii Scriitorilor din România.

## Biografie
Iulian Vesper s-a născut la 22 noiembrie 1908 in Horodnicul de Sus.
Urmeaza școala primară în localitatea natală și apoi Liceul "Eudoxiu Hurmuzachi" din Rădăuți (1919-1927).
Debutează cu versuri si proză la revista "Muguri" a elevilor Liceului "Eudoxiu Hurmuzachi" (1924-1927), apoi cu poezia "Oraș Medieval" la revista "Junimea Literară" din Cernăuți (1929).
Între anii 1927-1929 urmează cursurile Facultății de Litere si Filosofie de pe lângă Universitatea din Cernăuți având printre profesori pe Alexe Procopovici, Eugen Herzog, Alexandru Leca Morariu, Ion I. Nistor, Constantin Narly și Al. Ieșan.
În toamna anului 1929 se transferă la Facultatea de Litere si Filosofie a Universității din București, frecventând cursurile profesorilor Dumitru Caracostea, Ovid Densușianu, Ion Aurel Candrea, Mihail Dragomirescu, Demostene Russo, etc.
În anul 1933 obține licența cu calificativul "Magna Cum Laude" sub coordonarea profesorului Dumitru Caracostea.

## Opera

### Scrieri
- "Echinox în Odăjdii", Editura Iconar, Cernauți, 1933 (poezii)
- "Constelații", Editura Cartea Românească, București, 1935 (poeme)
- "Poeme de Nord", Editura Bucovina, București, 1937 (poeme)
- "Primăvara în Țara Fagilor", Fundația pentru Literatură și Artă "Regele Carol II", București, 1938 (roman)
- "Viața lui Mihai Viteazul", Editura Vremea, București, 1939
- "Izvoare", Fundația Regală pentru Literatură și Artă, București, 1942 (poeme)
- "Chipuri Domnești", Colecția Luceafarul, București, 1944
- "Glasul", Editura de Stat pentru Literatură și Artă, București, 1957 (roman)
- "Poezii", cu o prefață de Ion Negoițescu, Editura pentru Literatură, București, 1968
- "Ascultând Nopțile", Editura Cartea Românească, București, 1972 (poezii)
- "Al treilea orizont", Editura Cartea Românească, București, 1979 (poezii)
- "Peisaj la Marginea Cerului", Editura Cartea Românească, București, 1984 (poezii)
- "Memorii", Editura Saeculum, București, 1999 (ediție îngrijită și prefațată de Pavel Țugui)

### Traduceri
- Mihail Șolohov, "Cazacii de la Don" (primul volum din romanul "Pe Donul Liniștit"), Editura Bucur Ciobanul, București, 1943
- D.H. Lawrence, "Șarpele cu Pene", roman, Editura Cultura Românească, București, 1943
- Sylvain Rose, "Rețeaua Galbenă", roman, Editura Vatra, București, 1947 (în colab. cu Al. Struțeanu)
- V.V. Stasov, "Liszt, Schumann, Berlioz in Rusia", Editura Cartea Rusă, București, 1956 (în colab. cu Gh. Ciocler)
- "Kalevala", epopee populară finlandeză, Editura de Stat pentru Literatură și Artă, București, 1959
- Ilmari Kianto, "Linia Roșie", Editura de Stat pentru Literatura și Artă, București, 1961 (în colab. cu Toivo Närhi)
- In "Antologia Literaturii Maghiare", Vol.I, Editura de Stat pentru Literatură, București, 1965 - 6 poezii populare (în colab. cu Szász Ianos)
- V.G. Korolenko, "Opere Alese", Vol.I, Editura pentru Literatură Universală, București, 1967, pp. 449–472 (în colab. cu Isabella Dumbravă)
- V.G. Korolenko, "Opere Alese", Vol.II, Editura pentru Literatură Universală, București, 1967, pp. 339–496 (în colab. cu Isabella Dumbravă)
- "Kalevala", epopee populară finlandeză, ediția II, 2 volume, Editura pentru Literatură, colecția B.P.T., București, 1968
- Cinghiz Aitmatov, "Adio, Floare Galbenă", roman, Editura pentru Literatură Universală, București, 1968 (în colab. cu Nicolae Stoian)
- Louis Hémon, "Maria Chapdelaine", roman, Editura pentru Literatură, colecția B.P.T., București, 1968
- B. Mojaev, "Din Viata Lui Feodor Kuzkin", povestire, Editura pentru Literatură Universală, București, 1969 (în colab. cu Maria Roth)
- I. Iwaszkiewicz, "Maica Ioana a Îngerilor", Editura Univers, București, 1971, pp. 5–31, 33-44, 293-343 (în colab. cu Margareta Miscalencu)
- Andrei Bitov, "O Copilarie Atât de Lungă", nuvele și schițe, Editura Univers, București, 1971 (în colab. cu Nicolae Vrublevschi)
- I. Iwaszkiewicz, "Îndragostiții din Marona", Editura Univers, București, 1972, pp. 149–204, 291-295 (în colab. cu Mihaela Dorobanțu)
- "Basme Rusești", Editura Univers, București, 1973 (în colab. cu Andrei Ivanovski)
- Vasili Belov, "Povestirile Dulgherului", Editura Univers, București, 1973 (în colab. cu Mihail Chițis)
- "Supa de Broască Țestoasă", povești coreene din secolele XV-XVII, Editura Univers, București, 1974 (în colab. cu Gabriela Lebiti)
- "Secretul Tinereții", basme avare, Editura Univers, București, 1977 (în colab. cu Natalia Stroe)
- "Eliazar si Kimonazar", basme populare uzbece, Editura Univers, București, 1977 (în colab. cu Andrei Ivanovski)
- "Viteazul Împarației Soarelui", basme populare uzbece, Editura Univers, București, 1980 (în colab. cu Andrei Ivanovski)

### Colaborări publicistice
A colaborat la diverse publicații periodice precum Junimea Literara, Îndrumarea, Glasul Bucovinei, Orion, Plai, În Preajma Gândului, Munca Literară, Petrodava, Tinerimea Română, Revista Scriitoarelor și Scriitorilor, Lanuri, Acțiunea, Revista Fundațiilor Regale, Gândirea, Azi, Universul Literar, Dacia Rediviva, Curentul Literar, Vremea, Convorbiri Literare, Gazeta Bucovinenilor, Cele Trei Crișuri, Gazeta Literară, România Literară, Tribuna, Astra, Ramuri, Viața Românească, Steaua, Forum, Pagini Bucovinene, etc.